# Cáceres (Mato Grosso)
Pour les articles homonymes, voir Cáceres.
Cáceres est une ville brésilienne du sud-ouest de l'État du Mato Grosso. Elle est située sur la rive gauche (orientale) du Río Paraguay (à 2 250 km de son confluent avec le Río Paraná), à la frontière avec le Paraguay.

## Géographie
Cáceres se situe par une latitude de 16° 04' 16" sud et par une longitude de 57° 40' 44" ouest, à une altitude de 118 mètres.
Sa population était de 84 158 habitants au recensement de 2007. La municipalité s'étend sur 24 398 km2.
Elle est le principal centre urbain de la microrégion d'Alto Pantanal, dans la mésorégion Centre-Sud du Mato Grosso.

## Transport
La ville possède un port fluvial important, destiné surtout à exporter les produits agricoles de la région nord de l'État, ainsi que de l'État du Rondônia. Le port, régulièrement dragué, permet à des embarcations de 1,2 mètre de tirant d'eau de faire quasi toute l'année le trajet depuis Corumbá (situé à 720 km en aval, et où passe le chemin de fer).
Cáceres possède aussi un aéroport (code AITA : CCX).